# Gianpaolo Sigurotti
Gianpaolo Sigurotti (* 6. Juni 1955 in Roverbella) ist ein ehemaliger italienischer Radrennfahrer und nationaler Meister im Radsport.

## Sportliche Laufbahn
Sigurotti war im Straßenradsport aktiv. 1978 siegte er in der nationalen Meisterschaft im Straßenrennen der Amateure vor Fausto Scotti sowie im Gran Premio Sportivi di Poggiana. 1979 wurde er Berufsfahrer im Radsportteam Inoxpran und blieb bis 1980 als Radprofi aktiv. Er hatte als Profi keine Erfolge und beendete 1980 seine Karriere als Radprofi.